# Иван Дяков
Иван Дяков е български народен певец от Родопската и Македонската фолклорна област.

## Биография
Роден е на 16 март 1954 година в Хаджидимово. Занимава се активно с музика от края на 90-те години на XX век. Репертоарът му включва песни от Македонската фолклорна област (както автентични, така и авторски), но също и от Родопската и други области.

## Дискография

### Студийни албуми
- „Събуди се, Македонийо“ (1998)
- „Любими македонски песни“ (2000)
- „Глас от душата на Пирин“ (2002)
- „Майко, една си на света“ – с Райна (2003)
- „От Пирина и Родопа“ (2003)
- „Да запеем от сърце“ (2005)
- „Вдъхновение“ (2007)
- „С обич“ (2008)
- „Приятели, братя“ (2013)
- „И весел е мегдана“ – с Ивана Дякова (2015)
- „Фолклорен дар“ – с Ивана Дякова (2025)

### Компилации
- „Златни македонски хитове“ (2009)
- „Златни македонски хитове 2“ (2016)

### Видео албуми
- „Иван Дяков“ (2006)

## Награди
Има многобройни отличия от „Пирин фолк“: втора награда (2003), награда на община Сандански и на ВМРО-БНД за „Песен за Тодор Александров“ (2004), награда за цялостен принос към фестивала (2006), втора награда (2009). Има награда за най-предпочитан фолклорен клип от годишните награди на ТВ „Планета“ (2004).